# 奧斯汀鎮區 (伊利諾伊州梅肯縣)
奧斯汀鎮區（英語：Austin Township）是位於美國伊利諾伊州梅肯縣的一個行政鎮區。

## 地方資料
根據2010年美國人口普查的數據，奧斯汀鎮區的面積為95.50平方千米，當中陸地面積為95.50平方千米，而水域面積為0.00平方千米。當地共有人口206人，而人口密度為每平方千米2.16人。